# Họ Trăn Nam Mỹ
Họ Trăn Nam Mỹ, danh pháp khoa học Boidae, là một họ trăn lớn trong phân bộ Rắn (Serpentes). Hai phân họ, gồm tám chi và 43 loài hiện được công nhận.
Các loài trăn trong họ Trăn Nam Mỹ thường sống theo cặp, nơi râm mát, ẩm ướt. Ban ngày ngủ, ban đêm hoạt động và kiếm ăn. Chúng thường tìm nơi ấm áp để ngủ qua mùa đông. Các mùa khác trăn kiếm ăn, sinh trưởng, phát triển và sinh sản. Chúng săn các loại động vật máu nóng bằng cách cắn rồi ngoạm, sau đó lây thân mình cuốn mồi vào và siết chặt cho đến chết rồi nuốt vào từ từ. Răng trăn cong vào trong nhưng nhờ cấu tạo của xương hàm mở rộng nên có thể nuốt được những con mồi lớn.
Họ Boidae phát triển qua nhiều lần lột da theo một chu kỳ không nhất định. Trăn lột da nhằm rũ bỏ lớp da cũ, già cỗi, chật chội, tạo điều kiện cho tế bào mới phát triển tốt hơn. Khi sắp lột da, trăn không ăn mồi, tính trở nên hung dữ, da chuyển từ màu sẫm sang màu trắng, thích chỗ yên tĩnh hay trầm mình trong nước. Lớp da mới mang màu sắc đẹp, mềm bóng. Sau 20 ngày da trăn trở lại bình thường, trăn khỏe và lớn nhanh.

## Phân loại
Hiện nay người ta chia họ này ra thành 4-6 phân họ. Khi chia thành 6 phân họ thì chúng bao gồm:
- Boinae (trăn Nam Mỹ thực sự);
- Erycinae (trăn cát Cựu thế giới);
- Sanziniinae[4] (trăn Madagascar);
- Candoiinae[4] (trăn mũi xiên châu Đại Dương);
- Calabariinae[4];
- Ungaliophiinae?[4].

Các loài trăn cực lớn (mãng xà) trước đây được xếp trong họ này, nhưng hiện nay được tách ra và xếp riêng vào họ Pythonidae.

### Các phân họ

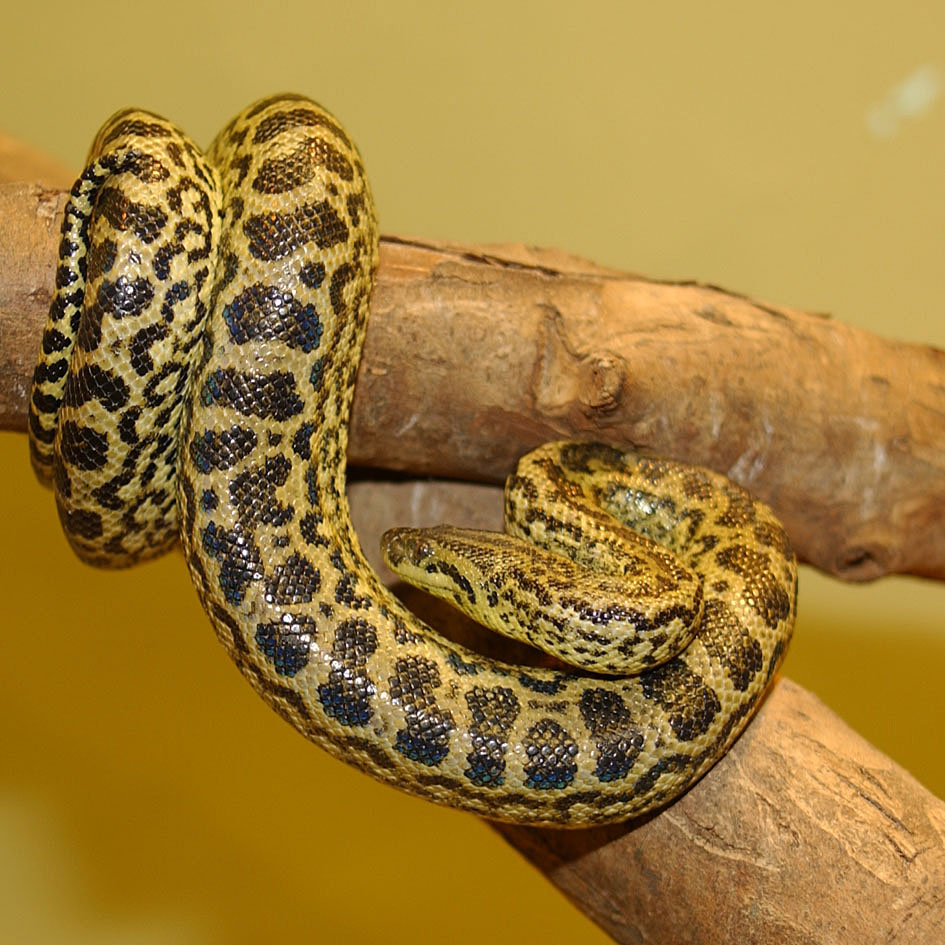
Trăn Anaconda vàng (Eunectes notaeus).

- Phân họ Boinae: Trăn Nam Mỹ thực sự. Các loài trăn này cỡ trung và lớn tìm thấy ở Colombia, Surinam, Bolivia, Peru, Argentina, khu vực sông Amazon, Madagascar và Quần đảo Solomon. Trăn cái lớn hơn trăn đực.
  - Boa (bao gồm cả Constrictor, Pelophilus): 1 loài và 9 phân loài, bao gồm trăn đuôi đỏ, trăn quấn.
  - Corallus: 9 loài trăn cây Tân nhiệt đới
  - Epicrates: 15 loài trăn nhiều màu, trăn đảo. Phân tích phát sinh chủng loài phân tử cho thấy Epicrates cenchria có quan hệ gần với Eunectes spp. hơn là với các loài còn lại của chi Epicrates.
  - Eunectes: 4 loài và 1 phân loài trăn anaconda.
- Phân họ Candoiinae: Trăn mũi xiên. 
  - Candoia: 5 loài, bao gồm trăn Thái Bình Dương, trăn mũi xiên. Chi Candoia trước đây xếp trong phân họ Boinae. Tuy nhiên, phân tích phân tử gần đây cho thấy kiểu gộp nhóm này làm cho Boinae trở thành cận ngành trong mối quan hệ với Erycinae. Do vậy, người ta đề xuất tách chi này ra để lập phân họ Candoiinae nhằm phục hồi sự đơn ngành cho các phân họ truyền thống.
- Phân họ Erycinae: Trăn cát. Những loài trăn cát này nhỏ hơn trăn châu Mỹ thực sự (Boinae), đa số có chiều dài dưới 1 mét. Di tích hóa đá của các loài trăn này tìm thấy ở các lớp đá xưa gần 50 triệu năm - trên khắp châu Mỹ. Tuy nhiên, hiện nay chỉ còn lại 9 loài tại châu Phi, châu Á, và vùng đông nam châu Âu. Có ít nhất 2 loài trăn đẻ trứng là Eryx jayakari và Eryx muelleri.
  - Eryx: 9 loài trăn cát Cựu thế giới.
  - Gongylophis: 3 loài trăn cát ở Đông Phi và Nam Á. Chi này lồng sâu trong chi Eryx, do vậy, tốt nhất nên hợp nhất lại thành chi Eryx nghĩa rộng.
- Phân họ Ungaliophiinae: Trăn lùn.
  - Trăn lùn Oxaca (Exiliboa placata) ở Oxaca, Mexico.
  - Ungaliophis: 2 loài trăn lùn ở Trung Mỹ và miền bắc Nam Mỹ.
  - Charina: 4 loài trăn hồng, trăn cao su ở Bắc Mỹ. Chi này từng được coi là thuộc phân họ Erycinae. Tuy nhiên, phân tích phân tử gần đây cho thấy Charina/Lichanura (khi tách thành chi riêng) có quan hệ họ hàng gần với Exiliboa placata và Ungaliophis hơn là với trăn cát (Eryx). Do vậy, người ta đề xuất gộp chi này vào phân họ Ungaliophiinae.
- Phân họ Calabariinae: Trăn đất Calabar.
  - Calabaria: Calabaria reinhardtii – loài duy nhất của chi - từng được coi là thuộc phân họ Erycinae hoặc xếp riêng trong họ Calabariidae. Tuy nhiên, mối quan hệ họ hàng gần với Erycinae bị bác bỏ trong phân tích phát sinh chủng loài phân tử và họ Calabariidae thì lồng sâu trong họ Boidae nên hợp lý nhất là tách nó thành phân họ Calabariinae trong họ Boidae, với mối quan hệ là nhánh chị-em với tổ hợp (Ungaliophiinae + (Candoiinae + (Erycinae + Boinae))).
- Phân họ Sanziniinae: Ba loài trăn Madagascar trong 2 chi. Năm 1991, Kluge đồng nhất hai chi này với chi Boa[5]. Tuy nhiên, chúng không có quan hệ gần với chi Boa và hiện nay được trả về phân họ Sanziniinae mới được phục hồi[4][6]. Tuy nhiên, mối quan hệ chị em của phân họ này với phần còn lại của Boidae là khá yếu, do Calabariinae là nhánh có độ hỗ trợ yếu. Vì thế, tùy theo kết quả của các công trình nghiên cứu tiếp theo mà nó có thể được coi là họ khác biệt[4].
  - Acrantophis: 2 loài.
  - Sanzinia: loài duy nhất là Sanzinia madagascariensis.

## Phát sinh chủng loài
Biểu đồ nhánh chi tiết vẽ theo Pyron et al. (2013) .

|  | Candoiinae                                          |
|  |                                                     |
|  | \| \| Erycinae \| \| \| \| \| \| Boinae \| \| \| \| |
|  |                                                     |
|  | Erycinae                                            |
|  |                                                     |
|  | Boinae                                              |
|  |                                                     |

|  | Erycinae |
|  |          |
|  | Boinae   |
|  |          |

|  | Candoiinae                                          |
|  |                                                     |
|  | \| \| Erycinae \| \| \| \| \| \| Boinae \| \| \| \| |
|  |                                                     |
|  | Erycinae                                            |
|  |                                                     |
|  | Boinae                                              |
|  |                                                     |

|  | Erycinae |
|  |          |
|  | Boinae   |
|  |          |

|  | Candoiinae                                          |
|  |                                                     |
|  | \| \| Erycinae \| \| \| \| \| \| Boinae \| \| \| \| |
|  |                                                     |
|  | Erycinae                                            |
|  |                                                     |
|  | Boinae                                              |
|  |                                                     |

|  | Erycinae |
|  |          |
|  | Boinae   |
|  |          |

|  | Candoiinae                                          |
|  |                                                     |
|  | \| \| Erycinae \| \| \| \| \| \| Boinae \| \| \| \| |
|  |                                                     |
|  | Erycinae                                            |
|  |                                                     |
|  | Boinae                                              |
|  |                                                     |

|  | Erycinae |
|  |          |
|  | Boinae   |
|  |          |

|  | Candoiinae                                          |
|  |                                                     |
|  | \| \| Erycinae \| \| \| \| \| \| Boinae \| \| \| \| |
|  |                                                     |
|  | Erycinae                                            |
|  |                                                     |
|  | Boinae                                              |
|  |                                                     |

|  | Erycinae |
|  |          |
|  | Boinae   |
|  |          |

|  | Candoiinae                                          |
|  |                                                     |
|  | \| \| Erycinae \| \| \| \| \| \| Boinae \| \| \| \| |
|  |                                                     |
|  | Erycinae                                            |
|  |                                                     |
|  | Boinae                                              |
|  |                                                     |

|  | Erycinae |
|  |          |
|  | Boinae   |
|  |          |

|  | Candoiinae                                          |
|  |                                                     |
|  | \| \| Erycinae \| \| \| \| \| \| Boinae \| \| \| \| |
|  |                                                     |
|  | Erycinae                                            |
|  |                                                     |
|  | Boinae                                              |
|  |                                                     |

|  | Erycinae |
|  |          |
|  | Boinae   |
|  |          |

|  | Candoiinae                                          |
|  |                                                     |
|  | \| \| Erycinae \| \| \| \| \| \| Boinae \| \| \| \| |
|  |                                                     |
|  | Erycinae                                            |
|  |                                                     |
|  | Boinae                                              |
|  |                                                     |

|  | Erycinae |
|  |          |
|  | Boinae   |
|  |          |